# Moselle
Moselle là một tỉnh của Pháp, thuộc vùng hành chính Grand Est, được đặt tên theo sông Moselle, nằm ở miền đông nước Pháp. Tỉnh lỵ của Moselle là Metz, cũng là thủ phủ của Lorraine.